# Sadao Hasegawa
Sadao Hasegawa (長谷川サダオ, Hasegawa Sadao), né en 1945 et décédé le 20 novembre 1999 à Bangkok, est un illustrateur japonais spécialisé dans le dessin homoérotique.
Il est connu pour sa technique virtuose, avec un dessin précis ombré de pointillés. Ses œuvres mettent en scène une atmosphère fantastique et sensuelle, avec des hommes musclés. Les relations sexuelles qu'il dépeint versent souvent dans le sado-masochisme et le BDSM. Il imprègne parfois ses œuvres de mythologie japonaise, indienne ou africaine.
Il s'est suicidé par asphyxie lors d'un séjour à Bangkok en 1999.

## Publications
- Sadao Hasegawa: Paintings and drawings (1990)
- Paradise Visions (1996)